# Liste der Kulturdenkmäler in Sils (Girona)
Die Liste der Kulturdenkmäler in Sils führt alle im Inventari del Patrimoni Arquitectònic Català aufgeführten Kulturdenkmäler in Sils auf. Die mit BCIN gekennzeichneten Einträge sind als Bé Cultural d’Interès Nacional geschützt.
| Bild                     | Bezeichnung                                    | Lage                                       | Beschreibung                                                            | Bauzeit                    | Eingetragen seit | Denkmal- nummer |
| ------------------------ | ---------------------------------------------- | ------------------------------------------ | ----------------------------------------------------------------------- | -------------------------- | ---------------- | --------------- |
| BW                       | Can Poll (Sils)                                | Pl. de St. Marc Karte                      | Can Poll oder Can Poll Metge, Traditionelle Architektur                 | Jahrhundert XIX            |                  | IPAC, PM        |
| weitere Bilder           | Església de Santa Maria de Sils                | C. de l’Estany – pl. de St. Marc Karte     | Kirche Santa Maria de Sils, Barock, Neoklassizismus                     | Jahrhundert XVIII, XX      |                  | IPAC, PM        |
| BW                       | Can Genari (Sils)                              | C. de l’Estany, 33 Karte                   | Can Genari oder Ca l’Alzinelles, Traditionelle Architektur              | Jahrhundert XV, XVI        |                  | IPAC, PM        |
| BW                       | Can Gorg (Sils)                                | Karte                                      | Can Gorg, Traditionelle Architektur                                     | Jahrhundert XVI, XVII      |                  | IPAC, PM        |
| Estació de trens de Sils | Estació de trens de Sils                       | Pl. de l’Estació Karte                     | Bahnhof von Sils, Eklektizismus                                         | Jahrhundert XIX, XX        |                  | IPAC, PM        |
|                          | Hostal de la Granota (Sils)                    |                                            | Hostal de la Granota, Traditionelle Architektur                         | Jahrhundert XVII, XX       |                  | IPAC, PM        |
|                          | Can Comte (Sils)                               | Urbanització les Mallorquines (enderrocat) | Can Comte oder Torraspapel, Traditionelle Architektur                   | Jahrhundert XV, XX         |                  | IPAC, PM        |
| BW                       | Can Matamala (Sils)                            | Karte                                      | Can Matamala, Traditionelle Architektur                                 | Jahrhundert XV, XX         |                  | IPAC, PM        |
| BW                       | Can Querós (Sils)                              | Karte                                      | Can Querós oder Can Carós, Traditionelle Architektur                    | Jahrhundert XVIII, XIX     |                  | IPAC, PM        |
| BW                       | Can Mollera (Sils)                             | Karte                                      | Can Mollera oder Can Cuyas, Manso Sant Jordi, Traditionelle Architektur | Jahrhundert XVI, XVIII, XX |                  | IPAC, PM        |
| weitere Bilder           | Església de Santa Eulàlia de Vallcanera (Sils) | Pl. de l’Església Karte                    | Kirche Santa Eulàlia de Vallcanera, Barock, Neoklassizismus             | Jahrhundert X, XVIII       |                  | IPAC, PM        |
| BW                       | Can Carbonell (Sils)                           | Karte                                      | Can Carbonell, Traditionelle Architektur                                | Jahrhundert XV             |                  | IPAC, PM        |
| BW                       | Antiga Escola de Vallcanera (Sils)             | Karte                                      | Ehemalige Schule von Vallcanera, Eklektizismus                          | Jahrhundert XX             |                  | IPAC, PM        |
| BW                       | Pont de Vallcarnera (Sils)                     | Karte                                      | Brücke von Vallcarnera, Romanik                                         | Jahrhundert XIII           |                  | IPAC, PM        |
|                          | La Belladona (Sils)                            | Enderrocat                                 | La Belladona, Traditionelle Architektur                                 | Jahrhundert XV, XX         |                  | IPAC, PM        |
| BW                       | Can Brugués (Sils)                             | C. Mallorquines Karte                      | Can Brugués, Traditionelle Architektur                                  | Jahrhundert XVI, XX        |                  | IPAC, PM        |
| BW                       | Can Mònica (Sils)                              | Karte                                      | Can Mònica, Traditionelle Architektur                                   | Jahrhundert XVI            |                  | IPAC, PM        |
| BW                       | Can Vidal (Sils)                               | Karte                                      | Can Vidal, Traditionelle Architektur                                    | Jahrhundert XVII, XX       |                  | IPAC, PM        |
| BW                       | Can Brun (Sils)                                | Karte                                      | Can Brun, Traditionelle Architektur                                     | Jahrhundert XVI, XIX       |                  | IPAC, PM        |
| BW                       | Can Severí (Sils)                              | Karte                                      | Can Severí, o Mas Sabrí, Mas Alzinelles,                                | Jahrhundert XVI            |                  | IPAC, PM        |
| BW                       | Can Massabé (Sils)                             | Karte                                      | Can Massabé oder Can Ceber, Traditionelle Architektur                   | Jahrhundert XVII           |                  | IPAC, PM        |
| BW                       | Forn de vidre (Sils)                           | Karte                                      | Glashütte, Traditionelle Architektur                                    | Jahrhundert XIX            |                  | IPAC, PM        |
| BW                       | Casa Busquets (Sils)                           | Karte                                      | Casa Busquets, Traditionelle Architektur, Eklektizismus                 | Jahrhundert XV, XIX, XX    |                  | IPAC, PM        |